# Kościół Narodzenia Najświętszej Maryi Panny i św. Marcina w Strzelcach
Kościół Narodzenia Najświętszej Maryi Panny i św. Marcina – rzymskokatolicki kościół parafialny w Strzelcach. Świątynia należy do parafii Narodzenia Najświętszej Maryi Panny i św. Marcina w Strzelcach w dekanacie Namysłów wschód, archidiecezji wrocławskiej. Dnia 26 maja 1964 roku, pod numerem 906/64, świątynia została wpisana do rejestru zabytków województwa opolskiego.

## Historia kościoła

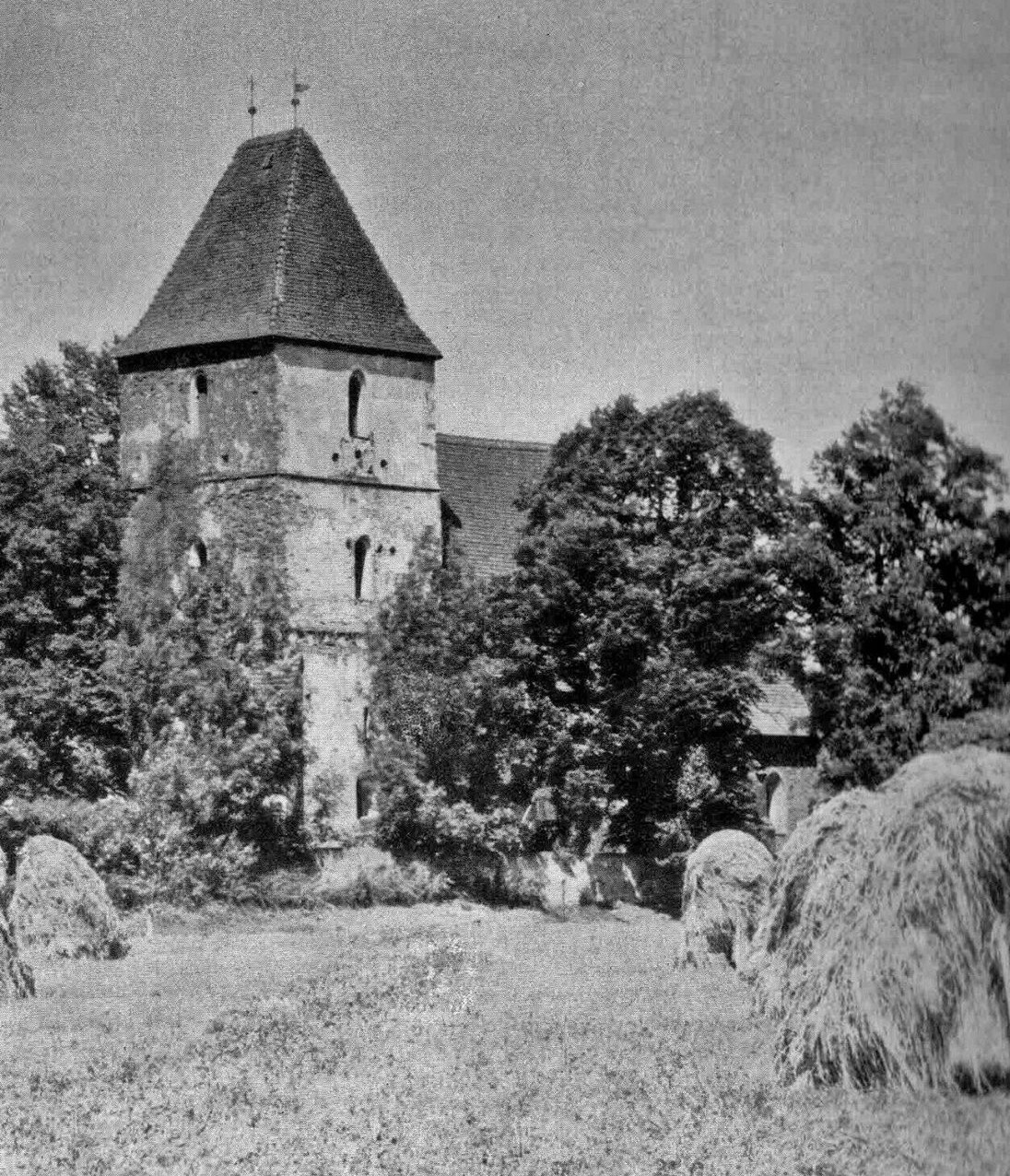
Kościół w 1936 roku

Pierwsze wzmianki o kościele pochodzą z 1326 roku. Powstawał on w kilku etapach - w XIV wieku zbudowane zostało prezbiterium, w XV wieku dobudowana została nawa i powstały sklepienia, a na przełomie XV i XVI wieku dobudowana została wieża. W kolejnych latach w północnej stronie zakrystii wzniesiono kruchtę. W XVII wieku, za sprawą rodziny Frankenbergów, kościół przeszedł w ręce protestantów. Po pożarze, który miał miejsce w latach 1874-1877, zniszczone zostały m.in. polichromie. całkowite odnowienie wnętrza kościoła nastąpiło w XIX wieku. Wykonano wówczas strop kasetonowy w nawie, a malowidła zasłonięte zostały warstwą tynku. Z tego również okresu pochodzi neogotyckie wyposażenie kościoła. Obecnie od kilku lat w kościele sukcesywnie prowadzone są prace konserwatorskie obejmujące zarówno jego wyposażenie jak i otoczenie.

## Architektura i wnętrze kościoła

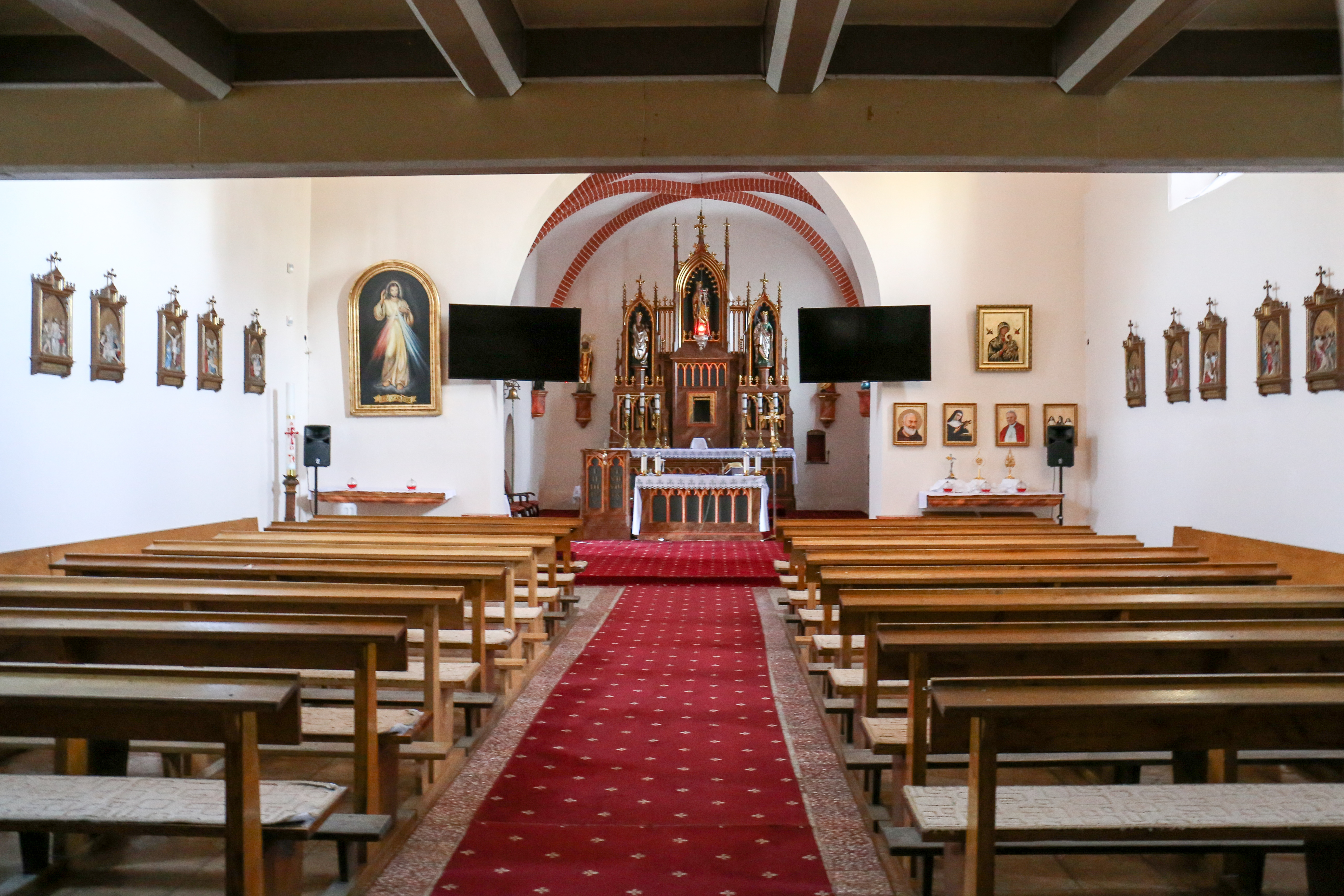
Wnętrze kościoła

Kościół w Strzelcach otoczony jest murem z cegły, częściowo otynkowanym, neogotyckim oraz neogotyckimi kapliczkami. W pobliżu świątyni znajduje się plebania. Kościół jest orientowany, oskarpowany, murowany z cegły, częściowo na kamiennej podmurówce. Składa się z dwuprzęsłowego prezbiterium, dobudowanej do niego zakrystii z kruchtą oraz prostokątnej, dwuprzęsłowej nawy i czworobocznej wieży. Nawa kościoła jest nieco szersza i wyższa od prezbiterium. Prezbiterium pokrywa dach dwuspadowy. Natomiast zakrystia z kruchtą nakryte są wspólnym dachem pulpitowym. Elewacje kościoła artykułowane są ostrołukowymi otworami okiennymi. Nad całością góruje wieża z wydzielonymi odsadzkami. W dolnej części wieży znajduje się, wejście do kościoła z szesnastowiecznymi drzwiami z okuciami. Na elewacji prezbiterium umieszczone zostało renesansowe epitafium Adama v. Prittwitz-Gaffron z płaskorzeźbą ukazującą scenę Ukrzyżowania, herbami i inskrypcją. Prezbiterium nakrywa sklepieniem krzyżowo-żebrowym ze wspornikami w narożnikach. Nawę natomiast pokrywa płaski stropem kasetonowym. W kościele znajduje się XIX-wieczna empora organowa z ażurową balustradą, na której umieszczony został prospekt organowy. We wnętrzu kościoła zachowały się m.in.:
- rzeźba Matki Boskiej z Dzieciątkiem,
- rzeźba św. Katarzyny,
- rzeźba św. Barbary,
- sześć płaskorzeźb apostołów pochodzących z późnogotyckiego tryptyku wkomponowane w neogotycki ołtarz główny, który pochodzi z lat 1874–1880,
- gotycka rzeźba św. Anna Samotrzeciej,
- rzeźba św. Mikołaja,
- późnogotyckie hermy św. Jadwigi i św. Małgorzata,
- neogotycka chrzcielnica z barokową grupą Chrztu Chrystusa,
- figury ewangelistów z barokowej ambony[3].